# Constante de Ramanujan-Soldner

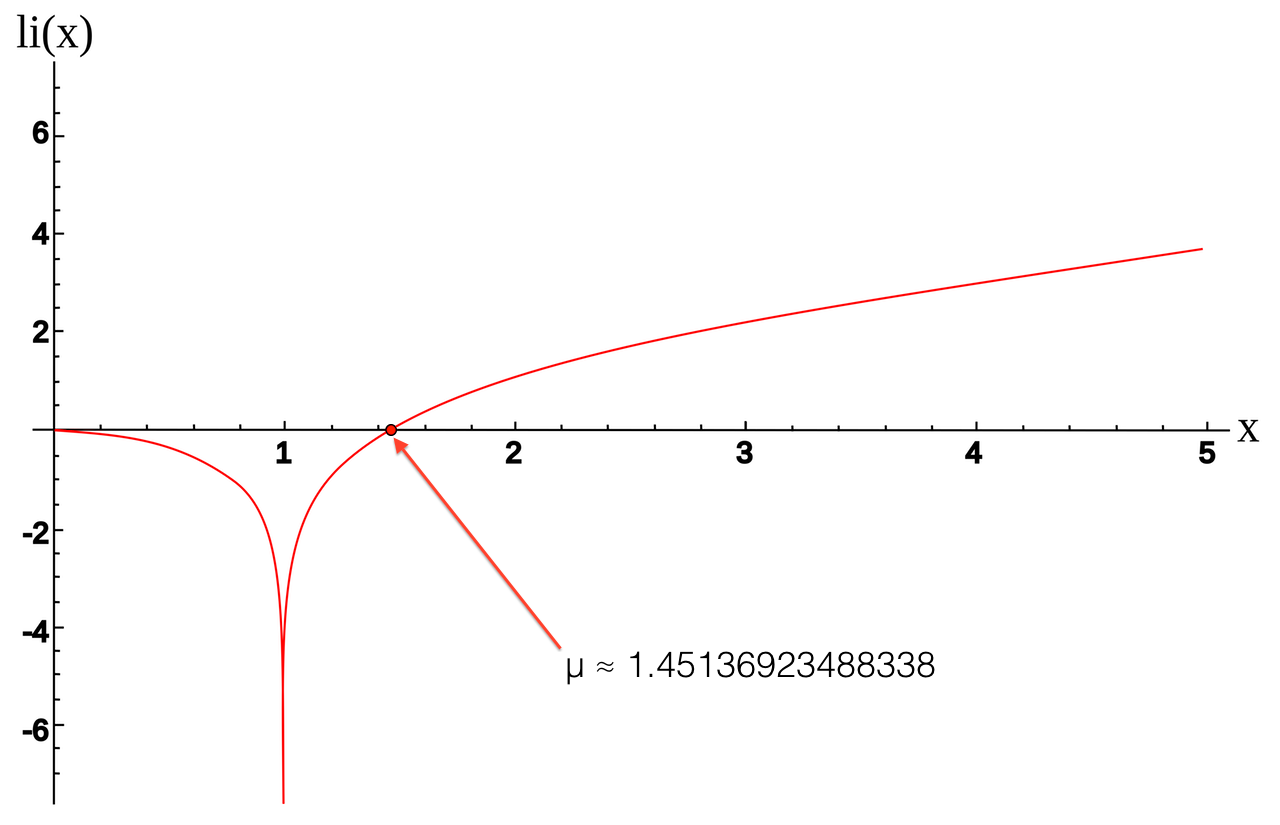

La constante de Ramanujan-Soldner est le seul zéro strictement positif de la fonction logarithme intégral définie par {\displaystyle {\rm {li}}(x)=\int _{0}^{x}{\frac {\mathrm {d} t}{\ln t}}.} Elle est nommée en référence à Srinivasa Ramanujan et Johann Georg von Soldner.

## Approximation
Cette constante vaut approximativement 1,451369 (pour plus de chiffres, voir la suite A070769 de l'OEIS).